# 엔리케 세레누
엔리케 세레누 폰세카(Henrique Sereno Fonseca, 1985년 5월 18일, 에우바스 ~)는 흔히 세레누(Sereno)로 알려진 포르투갈의 전 축구 선수로, 현역 시절 포지션은 센터백이었다.

## 축구 경력
에우바스, 아우토 아엔테주 출신으로, 세레누는 2005-06 시즌에 그의 고향 클럽 우 에우바스 CAD에서 비토리아 SC로 이적하였고, 이후 짧은 시기동안 하부리그의 FC 파밀리상으로 임대되었다.
2007-08 시즌, 그는 브라질인 동료 페드루 제루멜과 더불어 수비의 중추를 이루었고, 비토리아는 2부리그 강등권에서 3위까지 올려놓았다. 2008년 3월 9일, 그는 스포르팅 CP와의 홈 경기에서 득점하였고, 경기는 2-0 승리로 종료되었다.
세레누는 2008-09 시즌동안 양쪽 무릎 수술을 받은 뒤, 시즌을 주로 벤치에서 보내야 했고, 6경기에 출장하는데 그쳤다. 그는 다음 시즌 초반에 주전으로 출장 (9경기 출장, 1골) 하였지만, 그는 계약을 해지하고 2010년 2월 1일에 레알 바야돌리드와 5개월 계약을 체결하였다. 그는 3월 20일, 2-0 완승을 거둔 데포르티보 라 코루냐에서 이적 후 첫 경기를 치루었다.
2010년 6월말, 바야돌리드가 라 리가에서 강등됨에 따라, 그는 포르투갈로 돌아왔고, 포르투갈 리그 명문 FC 포르투와 계약하였다. 2011년 8월 20일, 그는 잉여 전력으로 평가됨에 따라, 그는 1년동안 독일 분데스리가의 1. FC 쾰른으로 임대되었다.